# 本明川 (島根県)
本明川（ほんみょうがわ）は、敬川水系の支流で島根県浜田市および江津市を流れる二級河川である。

## 地理
島根県浜田市金城町入野に源を発し北流。島根県江津市跡市町金口で敬川に合流する。流路延長6.41km。二級河川の上流端は江津市有福温泉町本明の乙明川合流点。

## 流域の自治体
島根県
浜田市、江津市

## 支流
- 入野川